# Shane Mahan
Shane Patrick Mahan (* 1964 in Greenville, Michigan) ist ein US-amerikanischer Makeup-, Spezialeffektkünstler und Puppenspieler, der 2009 für Iron Man für den Oscar in der Kategorie Beste visuelle Effekte nominiert wurde. Eine weite Nominierung in dieser Kategorie erhielt er 2025 für Alien: Romulus.

## Leben
Er wuchs in Greenville, Michigan auf und ging auf die Greenville High School. Nach seinem Abschluss im Jahr 1981 ging er nach Hollywood. Dort arbeitete er ab 1983 für das Stan Winston Studio an dem Film Terminator. In den folgenden Jahrzehnten arbeitete er für das Unternehmen als Leiter der Kreeatureneffekte an Filmen wie Predator, Jurassic Park und Krieg der Welten. Im Jahr 2007 wurde er Miteigentümer des Unternehmens.
Nach dem Tod von Stan Winston im Jahr 2008 gründete er mit drei anderen langjährigen Mitarbeitern des Unternehmens, Lindsay MacGowan, J. Alan Scott und John Rosengrant das Studio Legacy Effects. 2009 wurde er für den Film Iron Man zusammen mit John Nelson, Ben Snow und Daniel Sudick für den Oscar in der Kategorie Beste visuelle Effekte nominiert. Eine weite Nominierung in dieser Kategorie erhielt er 2025 für Alien: Romulus.

## Filmografie
- 1984: Terminator (The Terminator)
- 1986: Aliens – Die Rückkehr (Aliens)
- 1986: Invasion vom Mars (Invaders from Mars)
- 1986: Vindicator (The Vindicator)
- 1987: Predator
- 1989: Leviathan
- 1990: Edward mit den Scherenhänden (Edward Scissorhands)
- 1990: Predator 2
- 1991: Terminator 2 – Tag der Abrechnung (Terminator 2: Judgment Day)
- 1992: Batmans Rückkehr (Batman Returns)
- 1993: Jurassic Park
- 1994: Interview mit einem Vampir (Interview with the Vampire: The Vampire Chronicles)
- 1995: Congo
- 1995: Chiller – Kalt wie Eis (Chiller)
- 1996: DNA – Die Insel des Dr. Moreau (The Island of Dr. Moreau)
- 1997: Vergessene Welt: Jurassic Park (The Lost World: Jurassic Park)
- 1999: Galaxy Quest – Planlos durchs Weltall (Galaxy Quest)
- 1999: Inspektor Gadget (Inspector Gadget)
- 1999: Instinkt (Instinct)
- 2000: Schatten der Wahrheit (What Lies Beneath)
- 2001: A.I. – Künstliche Intelligenz (Artificial Intelligence: AI)
- 2001: Pearl Harbor
- 2001: Spinnen des Todes (Earth vs. the Spider)
- 2001: The Day the World Ended – Tod aus dem All (The Day the World Ended)
- 2002: Teenage Caveman
- 2003: Big Fish
- 2003: Wrong Turn
- 2005: Constantine
- 2005: Krieg der Welten (War of the Worldsl)
- 2005: Winn-Dixie – Mein zotteliger Freund (Because of Winn-Dixie)
- 2005: Zathura – Ein Abenteuer im Weltraum (Zathura: A Space Adventure)
- 2006: Antarctica – Gefangen im Eis (Eight Below)
- 2006: Fur: An Imaginary Portrait of Diane Arbus
- 2006: Skinwalkers
- 2007: The Deaths of Ian Stone
- 2008: Indiana Jones und das Königreich des Kristallschädels (Indiana Jones and the Kingdom of the Crystal Skull)
- 2008: Iron Man
- 2008: Nosebleed
- 2009: G.I. Joe – Geheimauftrag Cobra (G.I. Joe: The Rise of Cobra)
- 2009: Pandorum
- 2009: Terminator: Die Erlösung (Terminator Salvation)
- 2010: Alice im Wunderland (Alice in Wonderland)
- 2010: Iron Man 2
- 2010: Passion Play
- 2011: Breaking Dawn – Biss zum Ende der Nacht, Teil 1 (The Twilight Saga: Breaking Dawn – Part 1)
- 2011: Cowboys & Aliens
- 2011: Die Muppets (The Muppets)
- 2011: Ich bin Nummer Vier (I Am Number Four)
- 2011: Real Steel
- 2011: Thor
- 2012: Das Bourne Vermächtnis (The Bourne Legacy)
- 2012: Die Tribute von Panem – The Hunger Games (The Hunger Games)
- 2012: John Carter – Zwischen zwei Welten (John Carter)
- 2012: Marvel’s The Avengers (The Avengers)
- 2012: Snow White and the Huntsman
- 2012: The Amazing Spider-Man
- 2012: The Watch – Nachbarn der 3. Art (The Watch)
- 2012: Total Recall
- 2012: Life of Pi: Schiffbruch mit Tiger (Life of Pi)
- 2013: Iron Man 3
- 2013: Pacific Rim
- 2014: The Return of the First Avenger (Captain America: The Winter Soldier)
- 2016: Captain America: The First Avenger
- 2016: Suicide Squad
- 2017: Guardians of the Galaxy Vol. 2
- 2017: Gregs Tagebuch – Böse Falle! (Diary of a Wimpy Kid: The Long Haul)
- 2017: Shape of Water – Das Flüstern des Wassers (The Shape of Water)
- 2018: Pacific Rim: Uprising
- 2018: Avengers: Infinity War
- 2018: A.X.L.
- 2019: Captain Marvel
- 2019: Avengers: Endgame
- 2019: Godzilla II: King of the Monsters (Godzilla: King of the Monsters)
- 2019: X-Men: Dark Phoenix
- 2019: The True Adventures of Wolfboy
- 2019: Terminator: Dark Fate
- 2020: Underwater – Es ist erwacht (Underwater)
- 2021: Godzilla vs. Kong
- 2021: The Suicide Squad
- 2021: Antlers
- 2021: Finch
- 2021: Nightmare Alley
- 2022: Black Adam
- 2022: Black Panther: Wakanda Forever
- 2022: Avatar: The Way of Water
- 2023: Dungeons & Dragons: Ehre unter Dieben (Dungeons & Dragons: Honor Among Thieves)
- 2023: Guardians of the Galaxy Vol. 3
- 2024: Lisa Frankenstein
- 2024: Godzilla × Kong: The New Empire
- 2024: Unfrosted
- 2024: Alien: Romulus